# Colnelensäure
Colnelensäure ist eine ungesättigte und konjugierte Divinylether-Fettsäure. Sie ist eng verwandt mit der Colnelsäure, die aber eine Doppelbindung weniger aufweist.

## Vorkommen

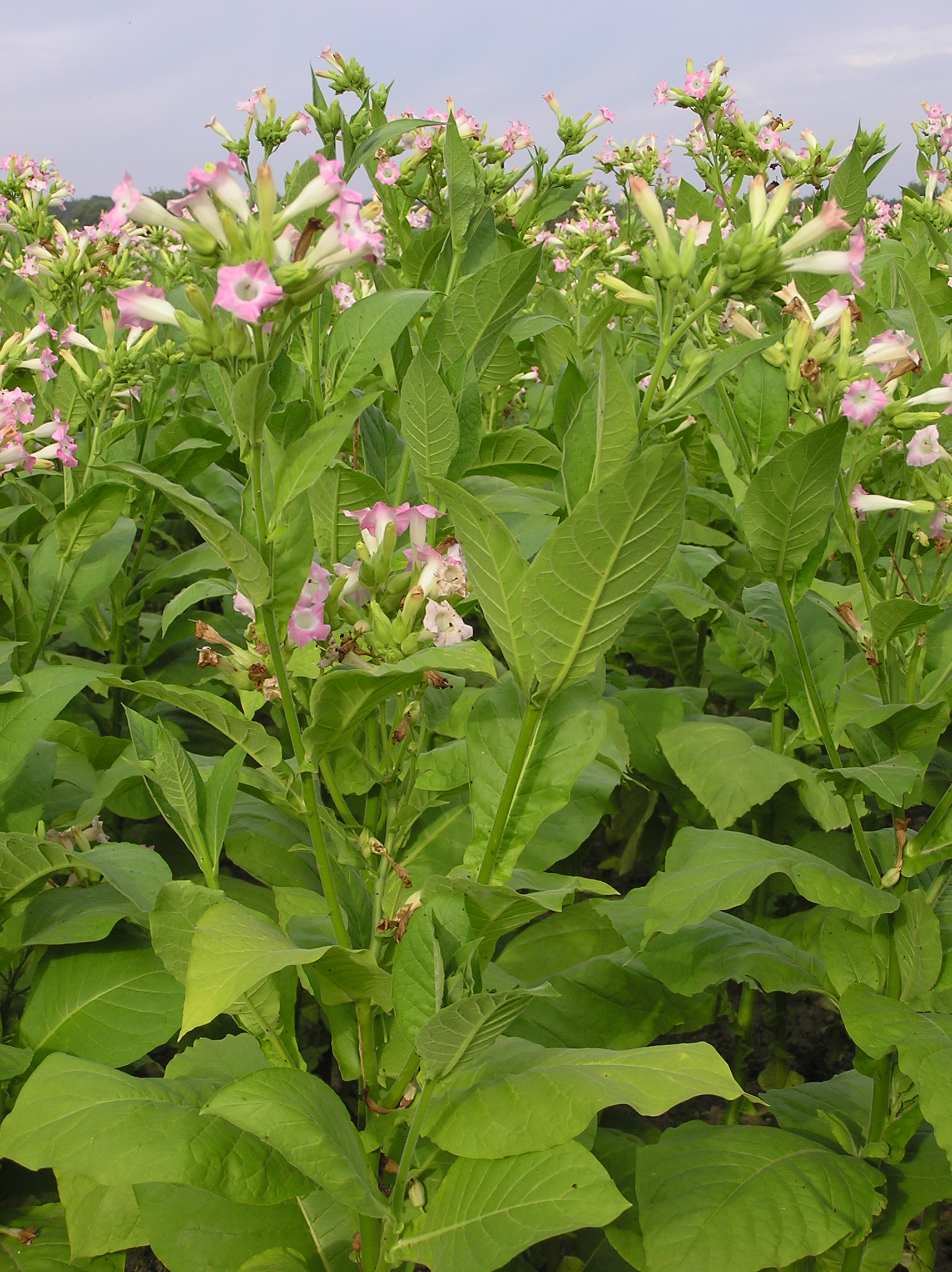
Tabakpflanzen bilden Colnelensäure

Colnelensäure kommt in Kartoffelpflanzen, Tabak und Tomatenpflanzen vor.

## Biologische Bedeutung
Colnelensäure wird auf in Reaktion auf bestimmte äußere Einflüsse gebildet, z. B, bei Befall mit Bakterien oder Pilzen. Sie inhibiert Phytophthora infestans, welche Kartoffeln befällt.

## Biosynthese
Die Biosynthese geht von Linolensäure aus, die zunächst durch eine Lipoxygenase zum (S)-9-Hydroperoxid umgewandelt wird. Diese wird dann durch eine Divinylether-Synthetase zur Colnelensäure umgewandelt.

## Nachweis
Es wurde eine chromatographische Methode publiziert, die speziell für die Analyse von Divinylether-Fettsäuren wie Colnelen- und Colnelsäure optimiert ist.